# Mündliche Dichtung der Atoin Meto
Die mündlich komponierten Dichtungen (tonis) der Atoin Meto in Westtimor sind eine epische Literatur, die Themen der regionalen Geschichte tradiert. In den Lebenszyklusritualen dieser Ethnie nimmt das gesprochene Wort eine dominante Position gegenüber anderen symbolischen Ausdrucksweisen ein. Im rituellen Kontext entstehen mündliche Dichtungen als spontane Schöpfungen der Dichter-Sprecher aus dem Stegreif, als deren kreative Improvisation und Widerschein historischer Ereignisse. Um ihre Inhalte zu transportieren, bedienen sie sich solcher Stilmittel wie Rhythmik und grammatikalischem Parallelismus. Die Dichtungen der Atoin Meto stellen einen integralen Bestandteil der Sicherung und Stabilisierung der sozialen, territorialen und ethnischen Identität dieser Ethnie dar.
Die Chroniken der Atoin Meto zeichnen sich durch eine nicht-alltägliche grammatische Form aus: Sie sind poetische Dichtungen, die empfindlich gegenüber Übersetzungen sind. Die Tonis-Dichtungen der Atoin Meto repräsentieren keine von der natürlichen Sprache unabhängige eigene Sprache, wie es der irreführende Terminus Ritualsprache, der häufig für orale Traditionen verwendet wird, unterstellt. Vielmehr handelt es sich um ein sekundäres modellbildendes System. Ritueller Sprachgebrauch in Westtimor unterscheidet sich vom jeweiligen Dialekt der Regionalsprache Uab Meto lediglich durch ein reserviertes, oft archaisches Lexikon sowie durch die besondere Formgebung der Rede, den grammatisch-kanonischen Parallelismus.
Traditionelle Dichtungen in Amanuban entstehen nicht im Milieu schriftlicher Produktion, das heißt: die Atoin Meto verwenden kein Schriftsystem für ihre Überlieferungen. Ganz im Gegenteil: Für die Komposition und Überlieferung ihrer Dichtungen bedienen sich die Dichter-Sprecher allein mündlicher Techniken (Oral Poetry).
Die Botschaften der Atoin Meto-Dichtungen stehen in Westtimor in dem Ruf absoluter Wahrheit, vollständiger Gewissheit und Verlässlichkeit. Die wissenschaftliche Analyse dieser mündlichen Dichtung muss sich den folgenden Fragen stellen: Woher beziehen diese Texte ihre Autorität als verbürgte Worte der Ahnen? Warum kann die Form literarischer Texte dem Einfluss kulturellen Wandels oder individueller Fähigkeiten, Kenntnisse und Neigungen weitgehend widerstehen?